# Joulupukki

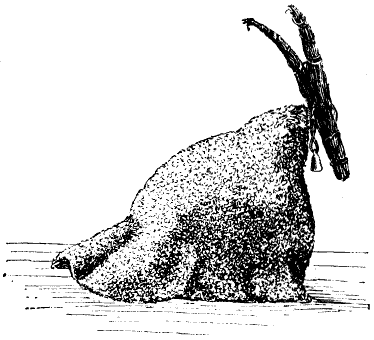
Joulupukki

Joulupukki je finská mytická postava, nadělující na Vánoce dárky, dala by se tedy označit za ekvivalent Ježíška či Santa Clause. Bydlí v Laponsku.
Jméno Joulupukki doslovně znamená „Vánoční kozel“. Jeho jméno pochází ze dvou slov a to Joulu, které znamená Vánoce či slavnost na počest zimního slunovratu, a slova pukki, které pochází z germánského slova bock a v češtině znamená kozel.
Stará skandinávská postava Joulupukki v současné době vypadá spíše jako jeho americká verze Santa Claus. Podobně i jedná, přesto se najdou patrné rozdíly. Joulupukkiho dílna je umístěna v Korvatunturi (finské Laponsko) a nikoli na Severním pólu či Grónska, jak je tomu u jeho amerického kolegy. Finský „Ježíšek“ namísto prolézání komínem během vánoční noci volí jiný způsob. Joulupukki, kterého již tradičně hraje otec, dědeček či strýc, klepe na vchodové dveře během štědrovečerní večeře a při vstupu vysloví tradiční otázku „Onko täällä kilttejä lapsia?” (Jsou zde nějaké hodné děti?).
Na rozdíl od jiných vánočních mytických postav má konkrétní podobu. Tradičním oděvem této vánoční postavy je teplé červené oblečení, v ruce obvykle drží vycházkovou hůl a cestuje v saních tažených několika soby. V čele tohoto kouzelného spřežení stojí z písní známý sob Randolph. V jedné věci se však tato zvířata liší od spolupracovníků Santa Clause – nelétají.
Joulupukki má i manželku jménem Joulumuori, jejíž jméno znamená Stará vánoční dáma, leč pozornost je zaměřena především na jejího muže a proto je o této figurce pouze málo pověstí a tradic.